# India op de Olympische Winterspelen 2018
India was een van de deelnemende landen aan de Olympische Winterspelen 2018 in Pyeongchang, Zuid-Korea.
Bij de tiende deelname van het land aan de Winterspelen werd voor de zesde keer deelgenomen in het rodelen en voor de vierde keer in het langlaufen. Van de twee deelnemers nam Shiva Keshavan  voor de zesde keer deel, hij was ook de vlaggendrager bij de openingsceremonie.

## Deelnemers en resultaten
(m) = mannen

### Langlaufen
| Olympiër      | Onderdeel             | Resultaat | Prestatie         |
| ------------- | --------------------- | --------- | ----------------- |
| Jagdish Singh | 15 km vrije stijl (m) | 103e      | 43.00,3 (+9.16,4) |

### Rodelen
| Olympiër (deelname) | Onderdeel    | Resultaat | Prestatie |
| ------------------- | ------------ | --------- | --- |
| Shiva Keshavan (6)  | mannen enkel | 34e       | Run 1: 50,578 (+2,926) (36e) Run 2: 48,710 (+1,085) (31e) Run 3: 48,900 (+1,366) (30e) Totaal: 2.28,188 (+5,329) |